# 扎夫尼-伊米托斯
扎夫尼-伊米托斯（希臘語：Δάφνη-Υμηττός）是希腊阿提卡大区中雅典专区的市镇，行政中心为扎夫尼镇。市镇面积为2.35平方公里，2021年人口数量为33,886人。
2011年希腊进行了地方行政改革，原扎夫尼和伊米托斯两个市镇合并为一个市镇，原市镇成为新市镇的市区。